# Robert Prosky
Robert Prosky, född 13 december 1930 i Philadelphia, Pennsylvania, död 8 december 2008 i Washington, D.C., var en amerikansk skådespelare och komiker. Han föddes med namnet Robert Joseph Porzuczek och växte upp i ett arbetarklassområde i Philadelphia.

## Filmografi (urval)
- Hett om öronen, 1982
- De skoningslösa, 1983
- Christine, 1983
- Satans borg, 1983
- Den bäste, 1984
- Par i damer, 1987
- Spanarna på Hill Street (TV-serie), 1984-1987
- Tuffa gossar, 1987
- Vrålet från vildmarken, 1988
- Ändrade förhållanden, 1988
- Gremlins 2, 1990
- Gifta på låtsas, 1990
- Drömmarnas horisont, 1992
- Den siste actionhjälten, 1993
- Välkommen Mrs. Doubtfire, 1993
- Miraklet i New York, 1994
- Dead Man Walking, 1995